# Base大パニック!ボチン!!
「base大パニック!ボチン!!」（ベースだいパニックボチン）は、baseよしもとに出演する吉本興業所属のお笑い芸人が、歌唱やバンド演奏を披露したbaseよしもと1周年記念イベントである。

## 概要
2000年8月29日に大阪城ホールにて開催された。
主に歌唱された楽曲は、モーニング娘。や嵐、サザンオールスターズ、野猿などの音楽家のもの。バンド演奏ではHi-STANDARD、ミッシェルガンエレファントやローリングストーンズなどの洋楽のカバーも披露され、2丁拳銃や盆地で一位などは、自ら制作した楽曲を披露した。

## 出演者
- FUJIWARA
- シャンプーハット
- 2丁拳銃
- 陣内智則
- バッファロー吾郎
- ハリガネロック
- たむらけんじ
- サバンナ
- シェイクダウン
- $10
- 次長課長

- COWCOW
- ランディーズ
- 野性爆弾
- ケンドーコバヤシ
- ライセンス
- スキヤキ
- シンドバッド
- ビリジアン
- ルート33
- キングコング
- フットボールアワー
- ビッキーズ
- チュートリアル
- ロザン

- ブラックマヨネーズ
- ストリーク
- レギュラー
- 青空
- 君と僕
- シュガーライフ
- ランチ
- ババリア